# Kanton Plouay
Der Kanton Plouay war bis 2015 ein französischer Kanton im Arrondissement Lorient, im Département Morbihan und in der Region Bretagne; sein Hauptort war Plouay.

## Gemeinden
Der Kanton Plouay umfasste sechs Gemeinden:
| Gemeinde  | Bretonisch | Einwohner (2022) | Fläche (km²) | Code postal | Code Insee |
| --------- | ---------- | ---------------- | ------------ | ----------- | ---------- |
| Bubry     | Bubri      | 2.262            | 69.09        | 56310       | 56026      |
| Calan     | Kalann     | 1.267            | 12.29        | 56240       | 56029      |
| Inguiniel | An Ignel   | 2.196            | 51.40        | 56240       | 56089      |
| Lanvaudan | Lanvodan   | 809              | 18.30        | 56240       | 56104      |
| Plouay    | Ploue      | 5.779            | 67.33        | 56240       | 56166      |
| Quistinic | Kistinid   | 1.423            | 42.95        | 56310       | 56188      |
| Kanton    | Ploue      | 13.009           | 261.36       | -           | 5624       |

## Bevölkerungsentwicklung
| 1962   | 1968   | 1975   | 1982   | 1990   | 1999   | 2006   | 2012   |
| ------ | ------ | ------ | ------ | ------ | ------ | ------ | ------ |
| 13.509 | 12.364 | 11.756 | 11.700 | 12.110 | 11.763 | 12.260 | 13.009 |